# Isole Balleny
Le isole Balleny sono un arcipelago disabitato costituito da tre isole principali di origine vulcanica (Young, Buckle e Sturge) e da una serie di isole secondarie (Row, Borradaile, Sabrina, Monolith e altre minori) situate nel mare Antartico a nord di Terra Vittoria.

## Geografia
Si trovano dai 66° 15' ai 67° 35' S e dai 162° 30' ai 165° 00' E e formano una catena che si estende per circa 195 km in direzione nord-ovest sud-est. Le isole sono ricoperte al 95% dai ghiacci.
Il punto più elevato, Brown Peak sull'isola di Sturge si trova a 1.524 m s.l.m., non è mai stato scalato.

### Isole e rocce da nord a sud
| Isola/Roccia                             | Area  |
| Isola/Roccia                             | km2   |
| ---------------------------------------- | ----- |
| Isola Young e isolotti satelliti         |       |
| Seal Rocks                               | 0,0   |
| Pillar                                   | 0,0   |
| Young Island                             | 255,4 |
| Row Island                               | 1,7   |
| Isola Borradaile                         | 3,5   |
| Beale Pinnacle                           | 0,0   |
| Isola Buckle e isolotti satelliti        |       |
| Isola Buckle                             | 123,6 |
| Scott Cone                               | 0,0   |
| Eliza Cone                               | 0,0   |
| Chinstrap Islet                          | 0,0   |
| Isola Sabrina                            | 0,2   |
| The Monolith                             | 0,1   |
| Isola Sturge (nessun isolotto satellite) |       |
| Isola Sturge                             | 437,4 |

## Storia
Il primo avvistamento risale al 1839 ad opera di John Balleny, cacciatore di foche e di Thomas Freeman che sbarcarono sull'isola il 9 febbraio dello stesso anno. Fu il primo sbarco a sud del Circolo Polare antartico.

## Amministrazione
Attualmente fanno parte della Dipendenza di Ross e sono comprese nell'area soggetta al Trattato Antartico.

## Fauna
Sulle isole nidificano una folta colonia di pinguini di Adelia (circa 500 esemplari) così come i pinguini antartici e i pinguini macaroni.

## Curiosità
Il terremoto più forte del 1998 ebbe come epicentro le isole Balleny (8,1° della scala Richter).